# Хшановский, Войцех
Войцех Хшановский (пол. Wojciech Chrzanowski; 14 января 1793, Бискупице, Галиция — 26 февраля 1861, Париж) — польский генерал и картограф.

## Биография
Войцех Хшановский начал военную службу в 1810 году в варшавской артиллерии.
Участвовал в Отечественной войне 1812 года, в частности, в Смоленском сражении. Позже сражался в битве под Лейпцигом. В январе 1815 года поступил на службу в Царство Польское.
В 1828—1829 годах в чине капитана русской армии принимал участие в русско-турецкой войне.
С ноября 1830 года Хшановский участвовал в Польском восстании (в том числе, в боях под Вавром и при Дембе-Вельке), был военным губернатором Варшавы (1831). После поражения восстания в конце 1831 года эмигрировал в Париж.
После поступления на британскую службу по поручению правительства трижды выезжал в Османскую империю в качестве военного советника и инструктора (В частности, в Багдаде он создал арабский кавалерийский корпус; выявлял слабые места в организации обороны восточных провинции в случае новой русско-турецкой войны.)
После покинул британскую службу и поселился в Париже.
В 1848 году Карл Альберт, король Сардинии, выбрал Хшановского в качестве главнокомандующего сардинской армией. После поражения Сардинии в битве при Новаре Хшановский был уволен со службы королём Виктором Эммануилом II.
Хшановский вернулся на постоянное жительство в Париж, где продолжил свою работу по созданию детальной карты польских земель, над которой трудился ещё с 1822 года. В 1859 году эта карта, наконец, была опубликована в Париже.
Умер Войцех Хшановский 26 февраля 1861 года и был похоронен на кладбище Монмартр.